# 조반나 토르토라
조반나 토르토라(이탈리아어: Giovanna Tortora, 1965년 4월 6일~)는 이탈리아의 전직 유도 선수이다. 1992년 하계 올림픽과 1996년 하계 올림픽에 참가했으며 세계 선수권 대회에서 동메달 1개, 유럽 선수권 대회에서 동메달 4개를 획득했다.